# 明欽馬維達火山

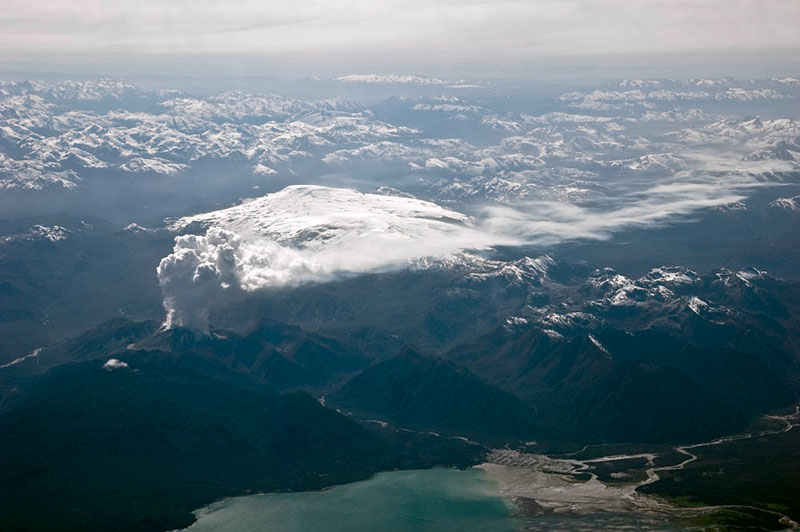
明欽馬維達火山

明欽馬維達火山是智利的火山，位於該國中部湖大區，距離柴滕火山15公里，屬於安第斯山脈的一部分，海拔高度2,450米，最近一次火山噴發在1835年發生。

## 外部連結
- "Volcán Minchinmavida, Chile" on Peakbagger （页面存档备份，存于）
- "South American Summits Ranked by Re-ascent" （页面存档备份，存于）